# Britânia Secunda
Britânia Secunda ou Britânia II era uma província da Britânia romana criada por volta de 312 d.C., provavelmente como parte das reformas administrativas de Diocleciano (r. 284-305) depois que o usurpador Alecto foi derrotado por Constâncio Cloro em 296.
Depois da reforma, as antigas províncias da Britânia Superior e Britânia Inferior foram divididas em quatro: além da Britânia Secunda, havia ainda a Britânia Prima, a Flávia Cesariense e a Máxima Cesariense. Todas estavam subordinadas à Diocese da Britânia da Prefeitura pretoriana das Gálias.

## Administração romana
Seus governadores eram da ordem equestre, mas poucos nomes são conhecidos. Apesar de a administração romana da Britânia ser um assunto obscuro, é apenas por causa da sobrevivência do Notitia Dignitatum que é possível esboçar uma possível configuração administrativa da região. É possível que sua capital tenha sido Eboraco (Iorque). Ela é citada na Lista de Verona e seu território provavelmente abrangia o que é hoje o norte da Inglaterra e, possivelmente, o norte de Gales.
Em 369, a Valentia foi criada provavelmente como uma subdivisão da Britânia Secunda (mas pode ter sido também da Britânia Prima).